# Thecodiplosis pinirigidae
Thecodiplosis pinirigidae är en tvåvingeart som först beskrevs av Alpheus Spring Packard 1878.  Thecodiplosis pinirigidae ingår i släktet Thecodiplosis och familjen gallmyggor.
Artens utbredningsområde är Maine. Inga underarter finns listade i Catalogue of Life.